# Архиепархия Генуи
Архиепархия Генуи (лат. Archidioecesis Ianuensis, итал. Arcidiocesi di Genova) архиепархия-митрополия Римско-католической церкви, входящая в церковную область Лигурия. В настоящее время епархией управляет архиепископ-митрополит Марко Ташка. Вспомогательный епископ – Луиджи Эрнесто Паллетти. Почётные епископы – кардинал Тарчизио Бертоне и кардинал Анджело Баньяско.
Клир епархии включает 655 священников (348 епархиального и 307 монашествующих священников), 29 диаконов, 416 монахов, 1 365 монахинь.
Адрес епархии: Piazza Matteotti, 4 - 16123 Genova (GE).

## Территория
В юрисдикцию епархии входят 278 приходов в 30 коммуннах Лигурии: 22 в провинции Генуя (257 приходов) — Генуя, Авеньо, Баргальи, Больяско, Бузалла, Камольи, Черанези, Коголето, Даванья, Изола-дель-Кантоне, Меле, Миньянего, Монтоджо, Пьеве-Лигуре, Портофино, Рекко, Ронко-Скривия, Сант'Ольчезе, Серра-Рикко, Сори, Ушио, Вальбревенна; 7 в провинции Алессандрия (21 приход) — Аркуата-Скривия, Бозио, Каррозио, Фракональто, Гави, Монджардино-Лигуре, Пароди-Лигуре и Вольтаджо.
Все приходы образуют 26 деканатов: Медио-Альто Бизаньо, Альбаро, Больяско — Пьеве — Сори, Больцането, Кампомороне, Кариньяно — Фоче, Кастеллетто (ит.), Чентро Эст, Чентро Овест, Корнильяно, Гави, Марасси — Стальено, Куатро — Квинто — Нерви, Ореджина, Пельи, Понтедечимо — Миньянего, Пра — Вольтри — Аренцано, Рекко — Ушио — Камольи, Ривароло (ит.), Сампьердарена, Сан Фруттуозо, Сан Мартино — Валле Стурла, Сан Теодоро, Сант'Ольчезе — Серра Рикко, Сестри Поненте и Валле Скривия.
Кафедра архиепископа-митрополита находится в Генуе, в Соборе Святого Лаврентия.
В состав митрополии (церковной провинции) Генуии входят:
- Архиепархия Генуи;
  - Епархия Альбенги-Империи;
  - Епархия Вентимилья-Сан-Ремо;
  - Епархия Кьявари;
  - Епархия Ла-Специя-Сарцана-Бруньято;
  - Епархия Савона-Ноли;
  - Епархия Тортоны.

## История
Христианская проповедь в Генуе началась во времена папы Лина (67 — 76). Святой Назарий, возвращаясь из Галлии, где он находился по заданию понтифика, остановился со Святым Цельсом в Генуе и здесь проповедовал Евангелие. По преданию, будущие мученики высадились на берег в Альбаро (ныне — квартал Генуи). Недавние археологические открытия подтвердили пребывание двух святых в городе.
Кафедра Генуи была основана в III веке. Первоначально она была епископством-суффраганством архиепархии Милана.
Известны имена нескольких первых епископов, занимавших кафедру (Валентино, Феличе, Сиро). Именем Святого Сиро названа кафедра епископов Генуи. Следующий за ним, епископ Диоджене, присутствовал на поместном соборе в Аквилее в 381 году. Другой епископ, Пасхазий, присутствовал на поместном соборе в Милане в 451 году.
Онорато Кастильони был архиепископом Милана, но в 568 году, во время гонений на православных со стороны ариан-лангобардов, бежал в Лигурию. Он управлял епархией Генуи, которая входила в его митрополию.
В середине VII века епископ Джованни Боно смог вернуться на кафедру Милана, и Генуя избрала своим епископом Джованни I, который в 680 году участвовал на соборе в Риме, созванным Папой Агафоном.
19 марта 1133 года статус епархии Генуи был повышен до уровня архиепархии-митрополии буллой Iustus Dominus Папы Иннокентия II при кардинале-епископе Сиро II. В митрополию вошли епархии Мариана, Неббиоло , Ачча (Корсика), Боббио, Бруньято.
Между XV и XVI веками Генуя подпала под папский интердикт.
В конце XVIII века в митрополию Генуи вошли епархии Савоны, Ноли, Альбенги, Вентимильи, Тортоны. Папа Лев XIII ввёл в состав митрополии Генуи новую епархию Кьявари.
1 января 1977 года приходы на острове Капрайя в Тосканском архипелаге были переданы епархии Ливорно.
30 сентября 1986 года епархия Боббио - Сан-Колумбано была объединена с архиепархией Генуи и образована архиепархия Генуя - Боббио. 16 сентября 1989 года, древняя епархия Боббио - Сан-Колумбано вновь была отделена от Генуи (которой вернули название архиепархии Генуи), и была соединена с Пьяченцей и образована епархия Пьяченца - Боббио.
Архиепископ Генуи является также вечным аббатом Сан-Сиро (Базилика Святого Сиро), Санта Мария Иммаколата (Базилика Санта Мария Иммаколата), Сан Джероламо ди Кварто (Аббатство Сан Джероламо ди Куатро) и легатом Апостольского Престола.

## Ординарии епархии
| - святой Валентин (312 — 325); - святой Феликс (325 — 345); - святой Сир (345 — 375 или 380); - святой Диоген (381 — 400); - святой Ромул (начало V века); - Пасхасий (451); - Евсевий (465); - Sede vacante (465 — 568); - святой Гонорат (568 — 571); - Фронтон (571 — 573); - святой Лаврентий (573 — 593); - Костанций (593 — 600); - Деодат (или Деусдедит) (600 — 628); - Астерий (629 — 639); - Форт (639 — 641); - святой Иоанн Генуэзский (641 — 669); - Иоанн I (669 — 680); - Виатор (732 — 787); - Дионисий (788); - Сигисберт (первая половина IX века); - Назарий (845); - Максит (или Мансуэт) (845 — 860); - Пётр (863 — 876); - Савватин (887 — 915); - Рамперт (916 — 944); - Теодольф (945 — 981); - Иоанн II (984 — 1019); - Ландольф I (1019 — 1034); - Коррадо (1036 — 1051); - Оберто Певере (1052 — 1078); - Коррадо Манганелло (1080 — 1087); - Кириако (1090 — 1095); - Оджерио (1096 — 1097); - Айральдо Гваракко (1097 — 1117); - Оттоне I (1117 — 1120); - Сигифредо (1123 — 1129); - Сиро (1130 — 1163); - Угоне Делла Вольта (1163 — 1188); - Бонифачо (1188 — 1203); - Оттоне II Гильини (1203 — 1239); - Джованни де Росси (1239 — 1252); - Гвальтьеро да Веццано (1253 — 1274); - Бернардо де Аримонди (1276 — 1287); - Опиццино Фиески (1288 — 1292); - блаженный Иаков Ворагинский (1292 — 1298) — доминиканец;; - Покетто Спинола (1299 — 1321) — францисканец;; - Бартоломео де Марони (1321 — 1335); - Дино ди Радикофани (де Туши) (27.1.1337 — 7.10.1342) — назначен архиепископом Пизы; - Джакомо Пелозо да Санта Виттория (1342 — 1349) — каноник-августинец; - Бертрандо Бессадури (1349 — 1358); - Гвидо Шеттен (1358 — 1368); | - Адреа делла Торре (1368 — 1377) — доминиканец; - Ланфранко Сакко (1377 — 1382) — бенедиктинец; - Джакомо III Фиески (1382 — 1400); - Пилео де Марини (1400 — 1433); - Пьетро (или Пьетронцио) де Джорджи (1433 — 1436); - Джорджо Фиески (3.101436 — 18.12.1439); - Джакомо Империале (23.12.1439 — 1452) — бенедиктинец; - кардинал Паоло ди Фрегозо (7.2.1453 — 13.2.1495); - Джорджо Коста (13.2.1495 — 29.7.1496); - кардинал Паоло ди Фрегозо (29.7.1496 — 22.3.1498); - Джованни Мария Сфорца (25.3.1498 — 1520); - кардинал Инноченцо Чибо (1520 — 23.9.1550); - Джероламо Саули (1550 — 1559); - Агостино Мария Сальваго (1559 — 1567) — доминиканец; - Чиприано Паллавичино (1567 — 1586); - кардинал Антонио Мария Саули (1586 — 9.8.1591); - Алессандро Чентурионе (9.8.1591 — 1596); - Маттео Риварола (10.3.1596 — 1600) — бенедиктинец; - кардинал Орацио Спинола (20.12.1600 — 24.6.1616); - Доменико де Марини (1616 — 1635); - кардинал Стефано Дураццо (5.3.1635 — 1.10.1664); - кардинал Джамбаттиста Спинола старший (10.11.1664 — 17.3.1681); - Джулио Винченцо Джентиле (1681 — 1694) — доминиканец; - Джамбаттиста Спинола младший (10.7.1694 — 7.1.1705); - кардинал Лоренцо Фиески (18.5.1705 — 1.5.1726); - Николо Мария де Франки (11.5.1726 — 20.2.1746) — доминиканец; - Джузеппе Мария Сапорити (20.2.1746 — 14.4.1767); - Джованни Леркари (10.7.1767 — 18.3.1802) - кардинал Джузеппе Мария Спина (24 мая 1802 — 13 декабря 1816) - Sede vacante (1816 — 1819); - Луиджи Эммануэле Николо Ламбрускини (27.9.1819 — 26.6.1830) — паолинец; - Джузеппе Винченцо Айренти (5.7.1830 — 3.9.1831) — доминиканец; - кардинал Плачидо Мария Тадини (2.7.1832 — 22.11.1847) — босой кармелит (апостольский администратор с 28 октября 1831 года); - Sede vacante (1847 — 1853); - Андреа Карвац (27.9.1852 — 18.10.1870); - Сальваторе Маньяско (27.10.1871 —12.1.1892); - Блаженный Томмазо Реджо (11.6.1892 — 22.11.1901); - Эдоардо Пульчано (16.11.1901 — 25.12.1911); - Андреа Карон (29.4.1912 — 22.1.1915); - Людовико Гавотти (22.1.1915 — 23.12.1918); - кардинал Томмазо Пио Боджани (10.3.1919 — 1921) — доминиканец; - Джозуэ Синьори (21.11.1921 — 25.11.1923); - Франческо Сидоли (1924 — 18.12.1924); - кардинал Карло Далмацио Миноретти (16.1.1925 — 13.3.1938); - кардинал Пьетро Боэтто (17.3.1938 — 31.1.1946) — иезуит; - кардинал Джузеппе Сири (14.5.1946 — 6.7.1987); - кардинал Джованни Канестри (6.7.1987 — 20.4.1995); - кардинал Диониджи Теттаманци (20.4.1995 — 11.7.2002) — назначен архиепископом Милана; - кардинал Тарчизио Бертоне (10.12.2002 — 29.8.2006) — салезианец, назначен государственным секретарём Святого Престола; - кардинал Анджело Баньяско (29.08. 2006 — 8.05.2020); - архиепископ Марко Ташка (с 8 мая 2020 года — по настоящее время). |  |

### Марко Ташка
В настоящее время архиепархию возглавляет архиепископ Марко Ташка, назначенный 8 мая 2020 года и вступивший на кафедру 29 июня того же года.

## Миссии
В 1991 году архиепархия открыла миссию в Гуарикано, в Доминиканской Республике, в которой до 2008 года несли служение два – три священника архиепархии, как миссионеры fidei donum.
С 3 октября 2005 года священник из архиепархии Генуи и другой священник из епархии Кьявари несут служение на Кубе в местной епархии Санта-Клары в провинции Вилья-Клара.

## Статистика
На конец 2006 года из 721 960 человек, проживающих на территории епархии, католиками являлись 671 423 человек, что соответствует 93% от общего числа населения епархии.
| год  | население | население | население | священники | священники        | священники         | священники                           | постоянные диаконы | монахи  | монахи  | приходы |
| год  | католики  | всего     | %         | всего      | белое духовенство | черное духовенство | число католиков на одного священника | постоянные диаконы | мужчины | женщины | приходы |
| ---- | --------- | --------- | --------- | ---------- | ----------------- | ------------------ | ------------------------------------ | ------------------ | ------- | ------- | ------- |
| 1950 | ?         | 758.422   | ?         | 1.025      | 611               | 414                | ?                                    |                    | 600     |         | 235     |
| 1969 | 934.000   | 941.641   | 99,2      | 1.096      | 570               | 526                | 852                                  |                    | 769     | 3.925   | 272     |
| 1980 | 987.000   | 1.038.000 | 95,1      | 1.062      | 552               | 510                | 929                                  | 1                  | 699     | 2.750   | 274     |
| 1990 | 890.313   | 902.213   | 98,7      | 956        | 505               | 451                | 931                                  | 10                 | 615     | 2.216   | 278     |
| 1999 | 784.588   | 843.644   | 93,0      | 778        | 405               | 373                | 1.008                                | 16                 | 486     | 1.630   | 278     |
| 2000 | 773.016   | 831.201   | 93,0      | 749        | 400               | 349                | 1.032                                | 18                 | 450     | 1.578   | 278     |
| 2001 | 773.325   | 831.533   | 93,0      | 729        | 391               | 338                | 1.060                                | 21                 | 441     | 1.560   | 278     |
| 2002 | 752.111   | 808.722   | 93,0      | 713        | 386               | 327                | 1.054                                | 21                 | 447     | 1.560   | 278     |
| 2003 | 690.133   | 726.093   | 95,0      | 682        | 370               | 312                | 1.011                                | 23                 | 409     | 1.498   | 278     |
| 2004 | 775.980   | 834.388   | 93,0      | 671        | 362               | 309                | 1.156                                | 23                 | 419     | 1.455   | 278     |
| 2006 | 671.423   | 721.960   | 93,0      | 655        | 348               | 307                | 1.025                                | 29                 | 416     | 1.365   | 278     |